# Xilam
Xilam là một công ty sản xuất của Pháp chuyên thực hiện các loạt phim hoạt hình và phim điện ảnh. Thành lập với cái tên Gaumont Multimédia, nhưng công ty này đã thông qua cái tên Xilam và Marc du Pontavice đã thành lập công ty này vào ngày 5 tháng 8, 1999, sau khi ông rời khỏi Gaumont Multimédia.

## Lịch sử
Nguồn gốc của Xilam liên quan chặt chẽ đến sự hình thành của đài truyền hình Gaumont Television, được ra mắt vào đầu những năm 1990. Những chương trình như Space Goofs và Oggy and the Cockroaches đã tạo được những tiếng vang lớn trên thị trường quốc tế. Năm 2003, Xilam ra mắt bộ phim hoạt hình dài đầu tiên, Kaena: The Prophecy. Bộ phim hoạt hình dài thứ hai, Lucky Luke - Go West, được ra mắt năm 2007.

## Danh sách phim

### Danh sách phim hoạt hình

#### Hợp tác với Disney Television Animation
- Chip 'n' Dale: Park Life (2021)[2][3]

#### Hợp tác với Classic Media
- Mr. Magoo (2019)[4][5]

#### Mua từ Gaumont
- Dragon Flyz (1996–1997)[6]
- Sky Dancers (1996)[6]
- Space Goofs (1997–2006)[6]
- The Magician (1997–1998)
- Oggy and the Cockroaches (1998–2018)

#### Sản xuất
- Cartouche: Prince of the Streets (2001)
- Shuriken School (2006–2007)
- Rintindumb (2006)
- A Kind of Magic (2008–2018)
- Rahan (2007)
- Mr. Baby (2009–2010)
- Zig & Sharko (2010–2020)
- The Daltons (2010–2015) — animated television series, based on The Daltons
- FloopaLoo, Where Are You? (2011–2014)
- Hubert and Takako (2012)
- What's the Big Idea? (2014)
- Rolling with the Ronks! (2016–2017)
- Paprika (2017–present)[7]
- Coach Me If You Can (2019–nay)[8]
- Where's Chicky? (2019–nay)[9]
- Boon & Pimento (2020)[10]
- Moka's Fabulous Adventures! (2020–nay)[11]
- The Adventures of Bernie (2021–nay)
- Oggy Oggy (2021)[12]
- Lucy Lost (2021)[13]
- Lupin's Tales (2021)[14]
- Athleticus (2021)[15]
- Oggy and the Cockroaches Next Generation (2021)[16]
- Trico (2022)[17]

##### Hợp tác với Tooncan
- The New Adventures of Lucky Luke (2001–03)
- Ratz (2003)
- Tupu (2004–2005)

##### Hợp tác với CrossRiver Productions
- Boon and Pimento (2020)[18]

### Phim

#### Mua từ Gaumont
- Dragon Flyz: The Legend Begins (1996; tổng hợp 3 tập đầu của Dragon Flyz)

#### Sản xuất
- Kaena: The Prophecy (2003)
- Shuriken School: The Ninja's Secret (2007)
- Go West! A Lucky Luke Adventure (2007)[19]
- Oggy and the Cockroaches: The Movie (2013)
- I Lost My Body (2019; Phim R-rated đầu tiên của Xilam)[20]
- The Migrant (2024)[21]

### Khác

#### Mua từ Gaumont
- Monster Men (Bài hát mở đầu trong loạt Space Goofs; trình diễn bởi Iggy Pop, phân phối bởi Virgin Records)

#### Original
- Stupid Invaders (2000)[22] (Trò chơi dựa theo Space Goofs)
- Do not panic on board (Bài hát mở đầu loạt phim Ratz; phân phối bởi Sony Music)